# فريدة الجريدي
فريدة الجريدي (30 سبتمبر 1977 -)، ممثلة ومذيعة مصرية. خريجة «كلية التجارة» جامعة الأسكندرية، عملت في بدايتها كمذيعة، ودخلت التمثيل عام 2005 من خلال فيلم فرحان ملازم آدم.

## أعمالها

### من المسلسلات
- فض اشتباك.
- فرقة ناجي عطا الله.
- بره الدنيا.
- دموع في حضن الجبل.
- أولاد عزام.
- قناديل البحر.

### من الأفلام
- فرحان ملازم آدم.
- الكبار.
- بلد البنات.
- صرخة نملة.

## روابط خارجية
- فريدة الجريدي على موقع قاعدة بيانات الأفلام العربية